# 名取市立増田小学校
名取市立増田小学校（なとりしりつ ますだしょうがっこう）は、宮城県名取市増田にある公立小学校。

## 概要
名取駅の南東、名取市の中央に位置し、四方の農耕地は住宅地や工業用地に変わり、平成19年に開通した仙台空港鉄道開通、杜せきのした・美田園周辺の住宅地・商業用地の拡大により、都市化となっている。

## 沿革
- 1873年（明治6年） - 檀那寺、耕龍寺舎内に「第七大学区第一中学区第四十四小学区」として創設。
- 1875年（明治8年） - 精勤小学校に改名
- 1878年（明治11年） - 増田小学校に改称。
- 1886年（明治19年） - 増田尋常高等小学校に改称。
- 1930年（昭和5年） - 現在地に新校舎落成
- 1941年（昭和16年）4月 - 国民学校令により、増田国民学校に改称。
- 1947年（昭和22年）4月 - 学制改革により、増田町立増田小学校に改称。
- 1958年（昭和33年）10月 - 市制施行に伴い、名取市立増田小学校に改称。
- 1964年（昭和39年） - プール完成
- 1970年（昭和45年） - 不二が丘小学校新設に伴い、増田分教室設置。
- 1979年（昭和54年） - 新校舎西校舎落成。
- 1982年（昭和57年） - 屋内運動場落成。
- 1983年（昭和58年） - 新校舎（中央・北校舎）落成。

## 学級数
1・2・3・4・5・6年生が5クラス となっている（標準は1・2年生 5クラス、3 - 6年生 4クラス）。

## 学区
- 増田一丁目、二丁目、三丁目、四丁目、五丁目、六丁目、七丁目、八丁目、九丁目、増田字（北谷、柳田、関下、後島、猫塚、大畔、後島南）、田高、上余田、下余田、飯野坂一丁目、杜せきのした一丁目、二丁目、三丁目、五丁目[3]
- 運動会においての地区名
  - 下余田
  - 田高
  - 田高東
  - 田高西
  - 杜せきのした
  - 上余田
  - 飯野坂
  - 村区
  - 北町
  - 本町

## 卒業後の進路
- 公立中学校の場合、名取市立増田中学校